# Tadano Ltd
 (septembre 2021).
Si vous disposez d'ouvrages ou d'articles de référence ou si vous connaissez des sites web de qualité traitant du thème abordé ici, merci de compléter l'article en donnant les références utiles à sa vérifiabilité et en les liant à la section « Notes et références ».
Tadano Ltd est une société japonaise de mécanique basée à Takamatsu, Préfecture de Kagawa. C'est l'un des plus grands fabricants mondiaux de grues mobiles  hydrauliques. La société dispose d'une filiale en Allemagne, Tadano Faun GmbH depuis 1990.

## Histoire
La société mère Tadano Ltd. a été fondée en 1948. Son siège social est installé à Takamatsu, au Japon. C'est un groupe international spécialisé dans la conception et la production de grues mobiles hydrauliques et de palans. Le chiffre d'affaires du groupe mondial Tadano était d'environ 1,7 milliard d'euros au cours de l'exercice 2012/2013. Le groupe Tadano emploie plus de 3.200 personnes dans le monde, dont plus de 700 sur le site allemand de Lauf an der Pegnitz. 
En 1955, Tadano Ltd a présenté son premier camion-grue hydraulique d'une capacité de 2 tonnes pour le marché japonais. 
Au total, le groupe Tadano a fabriqué et livré plus d'un demi-million d'engins de levage au cours depuis l'origine de l'entreprise.

## Développement international
En 2008, Tadano Ltd rachète le constructeur américain de grues sur chenilles SpanDeck Inc., renommé Tadano Mantis Corp.
En 2013, Tadano Ltd a ouvert une usine de production de grues auxiliaires pour camions en Thaïlande.
En août 2016, Tadano Ltd. a racheté pour 215 millions US$ la division Grues mobiles Demag à Terex. Cette acquisition élargit l'offre de produits Tadano dans le secteur des grues tout-terrain et a ajouté une gamme de grues sur chenilles à flèche en treillis.

## Galerie

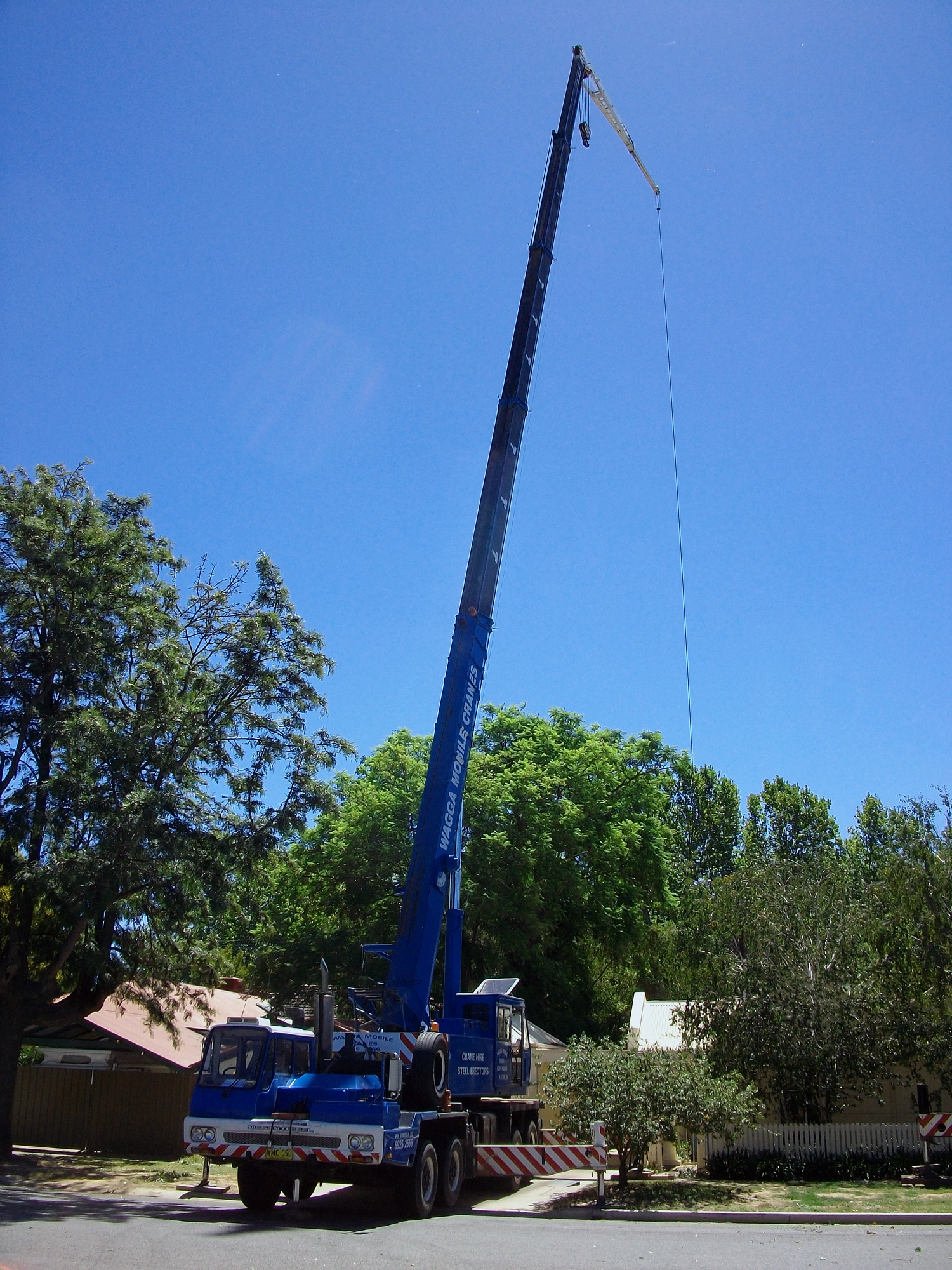
Grue Tadano sur châssis Nissan Diesel
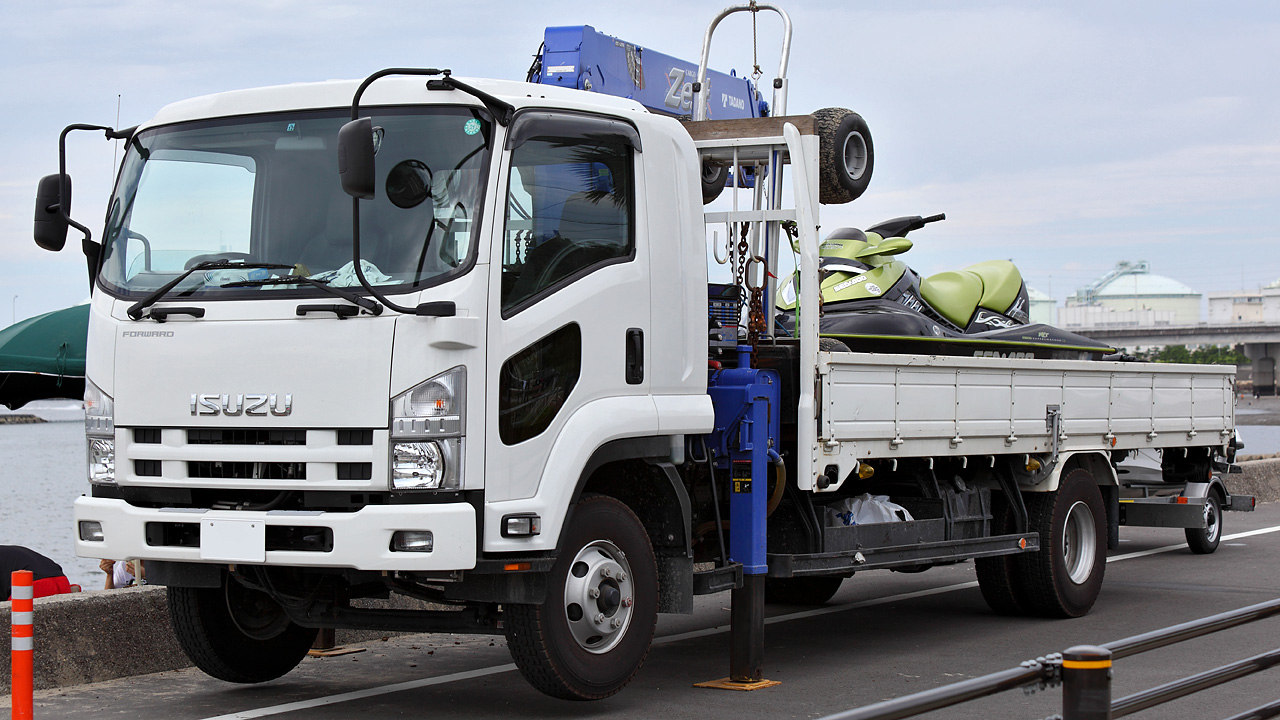
Grue Tadano sur châssis Isuzu Forward
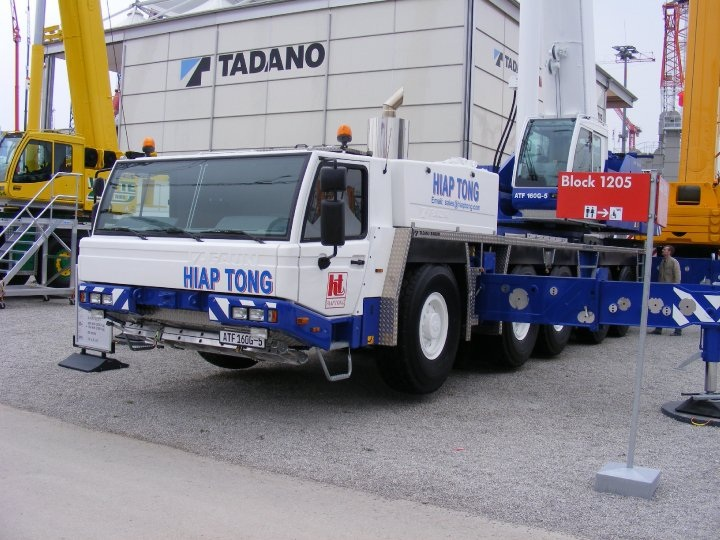
Grue tout terrain Tadano Faun série ATF
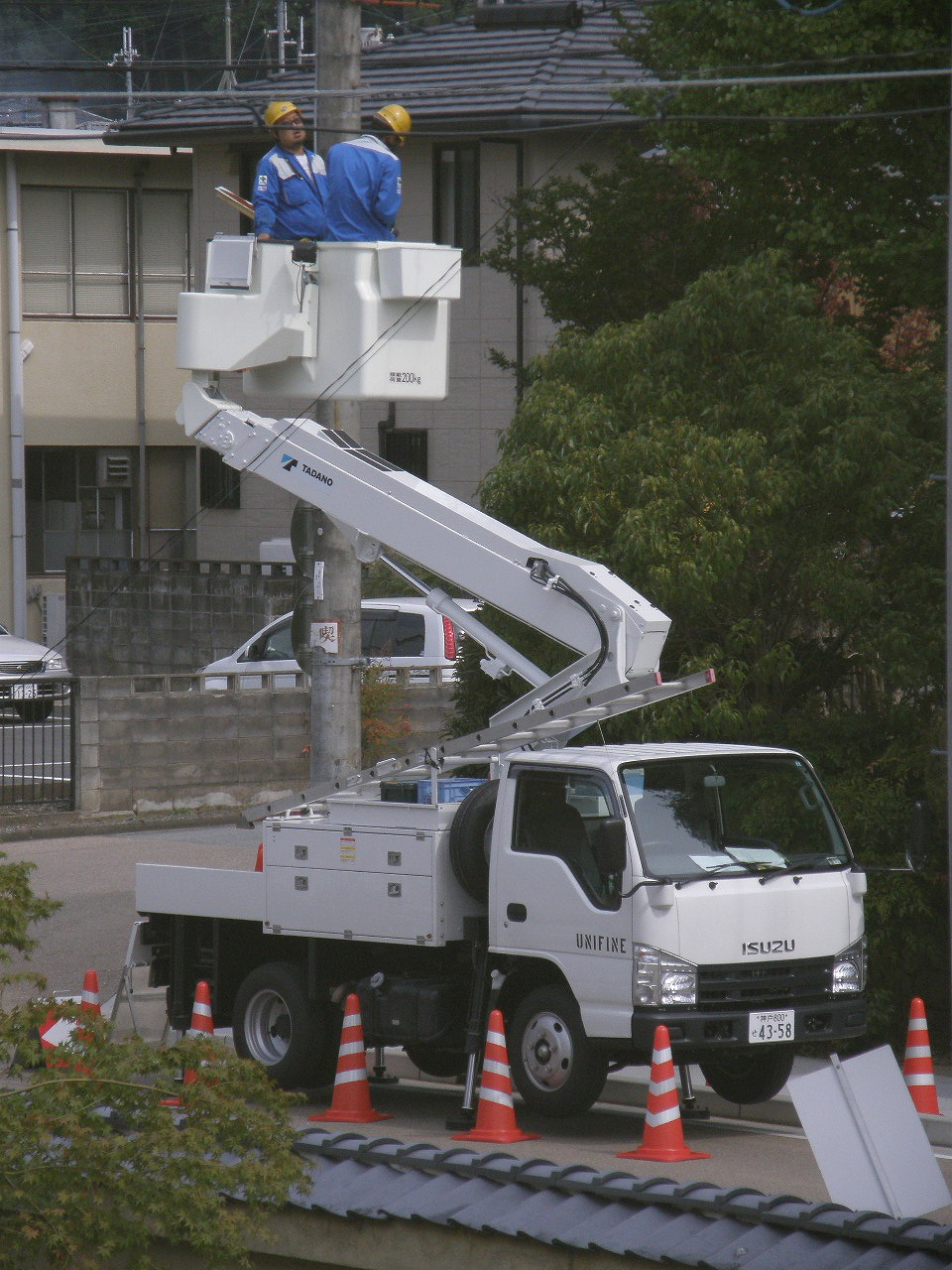
Nacelle élévatrice Tadano